# Zmarli w lipcu 2010

## Lipiec 2010
- 31 lipca
  - Pedro Dellacha, argentyński piłkarz i trener[1]
  - Tom Mankiewicz, amerykański scenarzysta[2]
  - Adrienne Simmons, amerykańska kickbokserka[3]
- 30 lipca
  - Stanisław Gola, polski poeta[4]
  - Mariusz Jendryczko, polski piłkarz[5]
  - Krystyna Stolarska, polska piosenkarka, kompozytorka, autorka tekstów[6]
- 29 lipca
  - Edward Dymek, polski aktor dziecięcy[7],
- 28 lipca
  - Ryszard Barycz, polski aktor[8]
  - István Móna, węgierski lekkoatleta, pięcioboista, mistrz olimpijski i świata[9]
  - Katarzyna Sobczyk, polska piosenkarka[10]
- 26 lipca
  - Jan Adamski, polski aktor, pisarz[11]
  - Leon Kantorski, polski ksiądz katolicki[12]
- 25 lipca
  - Kamel al-Asaad, libański polityk, przewodniczący Zgromadzenia Narodowego Libanu[13]
  - Vasco de Almeida e Costa, polityk portugalski w 1976 p.o. premiera, gubernator Makau (1981–1986)[14]
  - Józef Gajewski, polski polityk, samorządowiec, prezydent Suwałk[15]
- 24 lipca
  - Theo Albrecht, niemiecki przedsiębiorca, współzałożyciel i współwłaściciel sieci marketów spożywczych Aldi[16]
  - Kazimierz Bednarski, polski działacz związkowy[17]
  - Alex Higgins, irlandzki snookerzysta, dwukrotny mistrz świata[18]
  - Ludwik Hoffman, działacz społeczności żydowskiej[19]
- 23 lipca
  - Lech Nadarkiewicz, polski działacz sportowy, członek władz Polskiego Związku Narciarskiego[20]
- 22 lipca
  - Andrzej Falkiewicz, polski pisarz, krytyk teatralny[21]
  - Kenny Guinn, amerykański polityk[22]
- 21 lipca
  - Augustyn Baran, polski pisarz, historyk, dziennikarz[23]
  - Luis Corvalán, chilijski polityk, sekretarz generalny Komunistycznej Partii Chile[24]
  - Marta Szmigielska, polska aktorka[25]
  - Domingos Gabriel Wisniewski, brazylijski duchowny katolicki, biskup, misjonarz[26]
- 20 lipca
  - Thomas Molnar, amerykański filozof i historyk pochodzenia węgierskiego[27]
- 19 lipca
  - Cécile Aubry, francuska aktorka[28]
  - David Warren, australijski inżynier, wynalazca czarnej skrzynki[29]
- 17 lipca
  - Bernard Giraudeau, francuski aktor[30]
  - Bogusław Pałka, polski działacz partyjny i samorządowy, prezydent Zabrza (1974–1978)[31]
- 16 lipca
  - Aleksander Bołoszew, rosyjski koszykarz, mistrz olimpijski, mistrz świata[32]
  - James Gammon, amerykański aktor[33]
  - Kazimierz Imieliński, polski seksuolog[34]
- 15 lipca
  - Zdzisław Kwiatkowski, generał brygady Wojska Polskiego[35]
  - Jacek Moczydłowski, polski producent filmowy[36]
  - Daisuke Oshida, japoński wokalista[37]
- 14 lipca
  - Jan Bąkowski, polski lekkoatleta i trener lekkoatletyczny[38]
  - Mădălina Manole, rumuńska piosenkarka, kompozytorka[39]
  - Andrzej Rzeźniczak, polski przedsiębiorca, polityk, senator[40]
- 13 lipca
  - Ken Barnes, angielski piłkarz[41]
- 12 lipca
  - Olga Guillot, kubańska piosenkarka, zwana „królową bolero”[42]
  - James P. Hogan, brytyjski pisarz[43]
  - Henryk Jankowski, polski duchowny katolicki, ksiądz, prałat, kapelan „Solidarności”[44]
- 11 lipca
  - Zygmunt Michałowski, polski dziennikarz, publicysta, komentator[45]
- 10 lipca
  - Franciszek Maurer, polski architekt[46]
  - Robert Spillane, amerykański aktor[47]
- 9 lipca
  - Vonetta McGee, amerykańska aktorka[48]
- 8 lipca
  - Melvin Turpin, amerykański koszykarz, gracz ligi NBA[49]
- 6 lipca
  - Harvey Fuqua, amerykański piosenkarz, kompozytor, producent muzyczny[50]
  - Maria Homerska, polska aktorka[51]
  - Igor Miśko, rosyjski hokeista[52]
- 5 lipca
  - Cesare Siepi, włoski śpiewak operowy (bas)[53]
- 4 lipca
  - Muhammad Husajn Fadl Allah, wielki ajatollah Libanu[54]
- 3 lipca
  - Abu Daoud, palestyński terrorysta[55]
  - Herbert Erhardt, niemiecki piłkarz, reprezentant Niemiec[56]
- 2 lipca
  - Beryl Bainbridge, amerykańska pisarka[57]
  - Irena Bajerowa, polska badaczka dziejów języka polskiego, profesor prorektor Uniwersytetu Śląskiego[58]
  - Carl Adam Petri, niemiecki matematyk teoretyk[59]